# Skiverbände Baden-Württemberg
Die Skiverbände Baden-Württemberg, auch SBW Leistungssport gGmbH, haben ihren Sitz im Skiinternat Furtwangen in Furtwangen im Schwarzwald. Sie managen und organisieren den Nachwuchsleistungssport in Baden-Württemberg.

## Stützpunkte und Internate

### Bundesstützpunkt Ski nordisch Hinterzarten/Todtnau
Im Bundesstützbund Hinterzarten/Todtnau gibt es Trainingsanlagen für die Disziplinen Skisprung, Nordische Kombination und Skilanglauf.
In Hinterzarten steht zudem das Skisprungzentrum Adlerschanze zur Verfügung.

### Bundesstützpunkt Biathlon Notschrei
Am Notschrei befindet sich der Bundesstützpunkt Biathlon, der auch Skilangläufern als Trainings- und Wettkampfstätte dient.

### Skiinternat Furtwangen
Im Skiinternat Furtwangen im Schwarzwald werden junge Athleten der Sportarten Ski nordisch, Skisprung, Nordische Kombination, Skilanglauf und Biathlon gefördert. Neben dem Skiinternat gibt es außerdem ein Jugendgästehaus und ein Wohnheim für Studenten der Hochschule Furtwangen.

### Skiinternat Oberstdorf
Im Skiinternat Oberstdorf im benachbarten Bundesland Bayern werden auch die Nachwuchstalente Baden-Württembergs der Sportarten Ski Alpin und Snowboardcross betreut.

## Zusammenarbeit
Mit den Landesskiverbänden findet eine enge Zusammenarbeit für die Förderung in den Schülerbereichen statt. Daneben bestehen Verzahnungen mit dem Deutschen Skiverband in Richtung der Nachwuchsleitungssportförderung für die zukünftigen Bundeskaderathleten. Mit folgenden Verbänden bestehen Kooperationen:
- Deutscher Skiverband[10]
- Stiftung Olympianachwuchs Baden-Württemberg[11]
- Skiverbände in Baden-Württemberg:
  - Skiverband Schwarzwald[12]
  - Skiverband Schwarzwald-Nord[13]
  - Schwäbischer Skiverband[14]